# Huérfano X
Huérfano X es una novela de thriller de 2016 escrita por Gregg Hurwitz. Es el primero de una serie de cinco libros de Minotaur Books. Los derechos para el cine pertenecen a Warner Bros. Bradley Cooper podría producir y protagonizar la película.
Además de en algunos relatos cortos las aventuras de Huérfano X continúan en la segunda novela de la saga titulada El hombre desconocido.

## Argumento
El protagonista es Evan Smoak, un huérfano que a los 12 años es captado para formar parte del "Programa Huérfano." Es el vigésimo cuarto recluta en el programa y por eso le toca la letra X. El objetivo del programa es entrenar asesinos profesionales que trabajarán para agencias del Gobierno. Aunque se supone que los objetivos a eliminar son terroristas, Evan comienza a desconfiar de sus jefes. Poco después, su mentor es asesinado y el programa es clausurado, pero Evan mantiene acceso a la financiación y las armas del programa.
Ya adulto, Smoak decide usar sus habilidades, su dinero y su privilegiado acceso a las redes de información para ayudar a la gente indefensa. A cada persona que ayuda,  les encomienda encontrar a otra que este desesperada y necesite su ayuda. Pero durante una de sus misiones descubre que otros Huérfanos anteriores también han empezado a trabajar por cuenta propia y quieren su cabeza.

## Recepción
The Washington Post comparó Huérfano X con la saga de Bourne. El autor Robert Crais declaró que "ha nacido una nueva estrella del thriller" y el novelista David Baldacci dijo "leed este libro... os gustará." La Associated Press declaró que Hurwitz está lleno de suspense y emociones, comparándolo con Bourne y El Ecualizador. Huérfano X se convirtió en un best seller internacional.

## Posible adaptación
Con anterioridad a la liberación de Huérfano X, Warner Bros. Adquirido los derechos de la película.  La adaptación será producida por Bradley Cooper y Todd Phillips. Hurwitz puede que escriba el guion.